# Бурниха
Бурниха — деревня в Сямженском районе Вологодской области.
Входит в состав Режского сельского поселения, с точки зрения административно-территориального деления — в Режский сельсовет.
Расстояние по автодороге до районного центра Сямжи — 48 км, до центра муниципального образования Копылова — 5,1 км. Ближайшие населённые пункты — Колтыриха, Лукинская, Монастырская.
По переписи 2002 года население — 48 человек (24 мужчины, 24 женщины). Всё население — русские.